# کاکایی کاملین
کاکایی کاملین (نام علمی: Larus glaucoides kumlieni) نام یک زیرگونه از گونه کاکایی ایسلندی است.